# 苏光辉
苏光辉，西安交通大学教授、博士生导师，中华人民共和国教育部长江学者特聘教授，从事核反应堆热工安全研究。

## 社会兼职
- 中国教育部核工程与核技术专业教学指导委员会副主任
- 中国核工业教育协会副理事长

## 荣誉
- 中国国家杰出青年科学基金获得者
- 中国国家技术发明二等奖
- 中国教育部技术发明一等奖（2项）